# NGC 872
NGC 872 est une galaxie spirale située dans la constellation de la Baleine. NGC 872 a été découverte par l'astronome américain Francis Leavenworth en 1886.

## Caractéristiques
Sa vitesse par rapport au fond diffus cosmologique est de 4 084 ± 16 km/s, ce qui correspond à une distance de Hubble de 60,2 ± 4,2 Mpc (∼196 millions d'al).
À ce jour, une douzaine de mesures non basées sur le décalage vers le rouge (redshift) donnent une distance de 54,208 ± 10,840 Mpc (∼177 millions d'al), ce qui est à l'intérieur des valeurs de la distance de Hubble.
La classe de luminosité de NGC 872 est III et elle présente une large raie HI.